# Noricum flóravidék
A Noricum az Alpicum flóratartomány két flóravidékének egyike: magyarul kelet-alpi flóravidéknek nevezzük. Nyugaton a nyugat-alpi flóravidékkel, délen a szubmediterrán flóraterülettel, keleten az ugyancsak a közép-európai flóraterülethez tartozó Pannonicum flóratartománnyal határos.
Magyarországra két flórajárása nyúlik át:
- zittaui avagy rozáliai (Ceticum flórajárás):
  - Soproni-hegység,
  - Kőszegi-hegység
- stájer (Stiriacum flórajárás):
  - Vendvidék

A Kőszegi-hegység besorolása nem egyértelmű: egyes szerzők (Rakonczay, 1996) a stájer, mások (Borhidi, 2007) a rozáliai flórajárás részének tekintik.